# Federação Angolana de Xadrez
A Federação Angolana de Xadrez (FAX) é uma entidade oficial que regulamenta e organiza as competições oficiais de xadrez em Angola. Foi estabelecida a 10 de junho de 1979 e filiou-se à Federação Internacional de Xadrez no mesmo ano.